# Мелетий I Китрский
Епископ Мелетий I (греч. επίσκοπος Μελέτιος Α΄, в миру Мелетиос Кириаку, греч. Μελέτιος Κυριακού; ум. 19 мая 1821, Салоники) — епископ Константинопольской православной церкви, принял мученическую смерть с началом Греческой революции 1821 года.

## События
Мелетий был епископом епархии Китрос и Катерини, Центральная Македония. В конце февраля (по григорианскому календарю) 1821 года, Александр Ипсиланти с гетеристами перешёл реку Прут, подняв восстание в Молдавии и Валахии, после чего началось восстание в Пелопоннесе 25 марта 1821 года (юлианский календарь).
Последовала резня греческого населения по всей территории Османской империи. В первый день Пасхи 1821 года, 10 апреля, в Константинополе был повешен Григорий V.
События застали Мелетия в Салониках, поскольку он замещал Иосифа Салоникского, оказавшегося в свою очередь в Константинополе и принявшего смерть мученика вместе с Григорием V. Правитель Салоник Седик Юсуф-паша начал предпринимать гонения против греческого населения города ещё до того как восстал Пелопоннес, после ареста священника Анании Маркопулоса и 6 других членов Этерии, у которых были найдены компрометирующие письма.
.
События в городе были хорошо освещены, только что прибывшим, верховным судьёй моллой Хайруллахом Ибн Синаси Мехмет-ага в его докладах султану.
Благодушный молла Хайруллах встретился с Мелетием и призвал епископа чтобы он удержал свою паству в мире. Мелетий принял призыв, но это не входило в планы Седик Юсуфа, который 27 февраля заключил и самого муллу, вместе с греками, в Канли Куле (тур. Кровавая Башня — ныне Белая Башня) за благосклонность к неверным, в то время как в подземелье дома самого Седик Юсуфа были брошены около 400 греков, из которых 100 были монахами.
После того как восстало греческое население близлежащего к городу полуострова Халкидики, Седик Юсуф приступил 18 мая к массовой резне.
Молла Хайруллах был выпущен на свободу, но на его глазах была вырезана половина заложников в доме Седика. Греческое население стало искать защиты в церквях, но, взламывая двери храмов, турки вырезали около 2 тысяч человек. Отцу Иоанну, настоятелю кафедрального храма Святого Мины, были отрезаны руки и ноги. Епископ Мелетий на глазах моллы Хайруллаха был отдан на растерзание черни на площади Капани и порезан на куски.

## Память
Память Мелетия отмечается церковью 21 июля и вместе с ним память 2-х тысяч погибших жителей Фессалоники .